# Siptá
Siptá ou Siptah foi um faraó da XIX dinastia egípcia. O seu nome significa "filho de Ptá", tendo adoptado como prenome (ou nome de coroação) a fórmula Akhenré-Setepenré, o que significa "O que é útil a Ré - Escolhido por Ré".
Em resultado das incertezas que existem em torno do período final da XIX dinastia, não se sabe exactamente quem seria o pai de Siptá. Para alguns autores, como Nicholas Grimal, Siptá seria filho de Amenmesés; para outros o seu pai seria Seti II. No que diz respeito à sua mãe julga-se que foi a rainha Tiáa.
Uma vez que era muito jovem quando se tornou rei, a sua madrasta, Tauseret (viúva de Seti II), tornou-se regente, tendo sido secundada por um alto funcionário de origem síria, o chanceler Bai ou Iarsu.
Os registos referem uma campanha à Núbia feita por Siptá, mas há dúvidas sobre a efectiva presença física do faraó na mesma. 
Siptá foi sepultado no Vale dos Reis (túmulo 47, catalogado como KV47 e descoberto em 1905), tendo cerca de vinte anos quando morreu. Mandou construir um templo funerário que não chegou a ser concluído e cuja parte construída se perdeu. A sua múmia, que revelou que o rei sofreu de poliomielite devido à deformação existente numa perna, seria transladada para o túmulo de Amenófis II (KV35) por motivos relacionados com pilhagens. Foi sucedido pela sua madrasta Tauseret. 